# Éjszaka a házban
Az Éjszaka a házban (eredeti cím: The Night House) 2020-as amerikai horrorfilm, amelyet David Bruckner rendezett, Ben Collins és Luke Piotrowski eredeti forgatókönyve alapján. A főszerepet Rebecca Hall, Sarah Goldberg, Evan Jonigkeit, Stacy Martin és Vondie Curtis-Hall alakítja.
Világpremierje a Sundance Filmfesztiválon volt 2020. január 24-én. Az Amerikai Egyesült Államokban 2021. augusztus 20-án jelent meg a mozikba a Searchlight Pictures forgalmazásában, Magyarországon szeptember 23-án mutatta be a Fórum Hungary. Általánosságban pozitív kritikákat kapott, és dicsérték Hall alakítását.

## Cselekmény
Beth, a fiatal tanárnő építész férjével, Owennel boldogan élt a férfi által épített tóparti házukban, amíg egy nap a férfi csónakukba szállva főbe nem lőtte magát. A frissen megözvegyült, gyászoló nő a tragédia után nem sokkal furcsa jelenségekkel és illúziókkal szembesül, mintha Owen akarna a túlvilágról üzenni. Csakhamar furcsa dolgok, Bethre hasonlító ismeretlen nők fényképei, okkultista könyvek és a házuk tükörképének tervrajzai kerülnek elő Owen hagyatékából, amit a férfi nagyrészt titokban fel is épített a házukkal szemközti erdőben. Beth megdöbben a férje eddig előle eltitkolt dolgain és nekiáll kideríteni mi okból tette mindezt, de nyomozása közben a jelenségek is kezdenek egyre fenyegetőbbek lenni.

## Szereplők
| Szerep   | Színész            | Magyar hang   |
| -------- | ------------------ | ------------- |
| Beth     | Rebecca Hall       |               |
| Claire   | Sarah Goldberg     |               |
| Madelyne | Stacy Martin       | Csuha Borbála |
| Owen     | Evan Jonigkeit     |               |
| Mel      | Vondie Curtis-Hall |               |

## Filmkészítés
2019 februárjában jelentették be, hogy Rebecca Hall csatlakozott a film szereplőgárdájához, a filmet pedig David Bruckner rendezi Ben Collins és Luke Piotrowski forgatókönyve alapján. David S. Goyer lett a film egyik producere.
A forgatás 2019 májusában kezdődött a New York állambeli Syracuseban.

## Megjelenés
Világpremierje a Sundance Filmfesztiválon volt 2020. január 24-én. Nem sokkal később a Searchlight Pictures megszerezte a film forgalmazási jogait. A tervek szerint 2021. július 16-án jelent volna meg, mielőtt a dátumot 2021. augusztus 20-ra csúsztatták volna.

## Fordítás
- Ez a szócikk részben vagy egészben  a   The Night House című angol Wikipédia-szócikk fordításán alapul.  Az eredeti cikk szerkesztőit annak laptörténete sorolja fel. Ez a jelzés csupán a megfogalmazás eredetét és a szerzői jogokat jelzi, nem szolgál a cikkben szereplő információk forrásmegjelöléseként.